# Boettgeria depauperata
Boettgeria depauperata is een slakkensoort uit de familie van de Clausiliidae. De wetenschappelijke naam van de soort is voor het eerst geldig gepubliceerd in 1863 door R.T. Lowe.